# آکیل واتس
آکیل واتس (انگلیسی: Akil Watts؛ زادهٔ ۴ فوریهٔ ۲۰۰۰) بازیکن فوتبال اهل ایالات متحده آمریکا است.
وی همچنین در تیم ملی فوتبال United States U17 بازی کرده‌است.